# 鲁道夫·魏尔肖

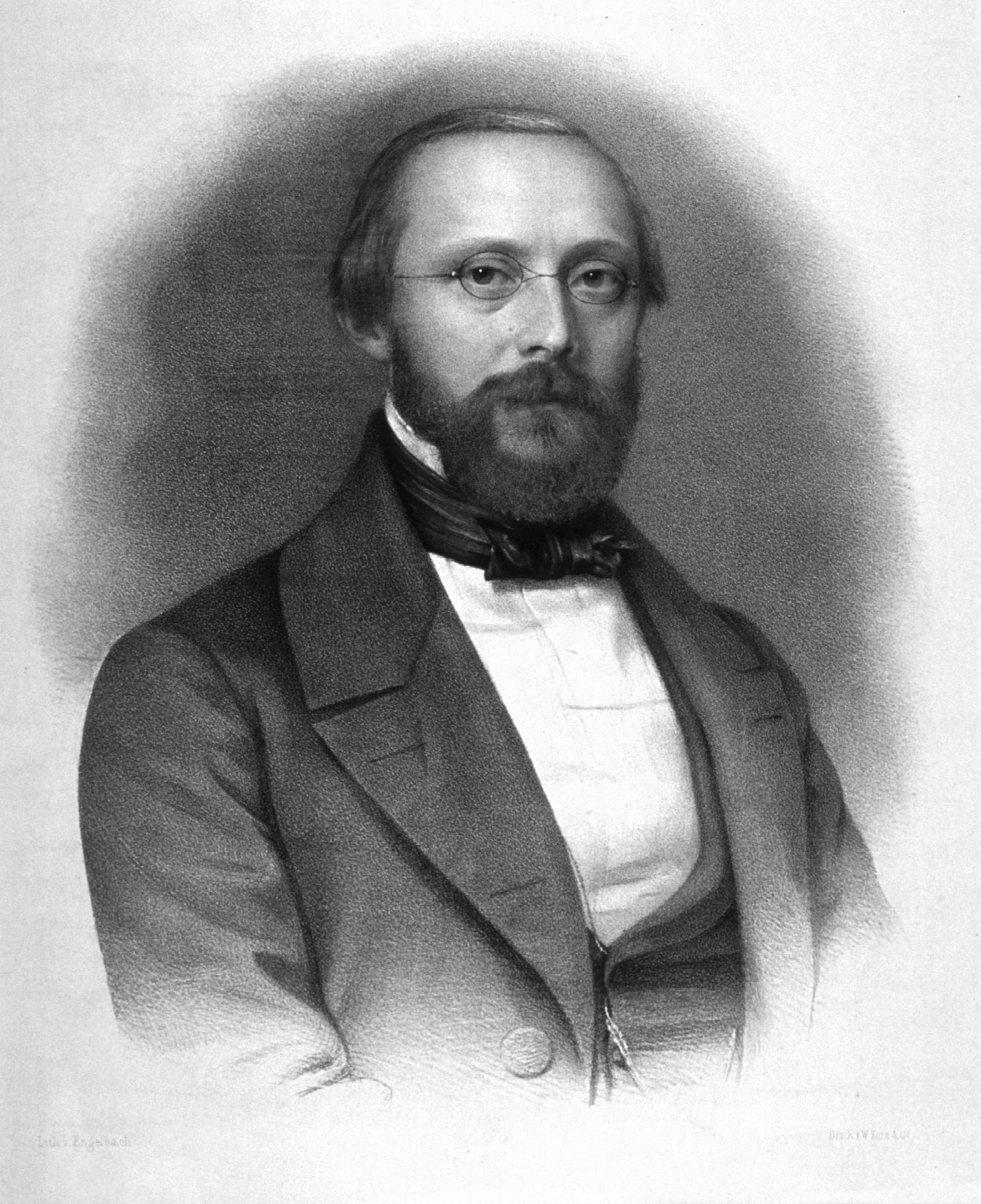
Dr. R.L.K. Virchow

鲁道夫·路德维希·卡尔·菲尔绍（发音 [ˈvɪrço] 或 [ˈfɪrço]），（1821年10月13日—1902年9月5日），又译魏尔肖、维尔肖、魏爾修、魏修、菲可，是德国的医生、人类学家、病理学家、史前学家、生物学家、作家、编辑和政治家。

## 科学生涯
菲尔绍生于普魯士王國波美拉尼亚省的中产阶级医生家庭。早年，他依靠奖学金在腓特烈·威廉大學（今柏林洪堡大學）学医；1842年毕业时，他并没有如期望的去军队服役，而是到柏林夏里特医院擔任Robert Froriep的助手。1847年，菲尔绍升為教授，然而两年后因为在公共卫生政策上与普鲁士当局不和，他被分派到维尔茨堡从事解剖学教研工作。1856年他重返柏林，在他曾经担任过Froriep的助手的柏林大学及柏林夏里特医院担任病理解剖学教授（一个专为他而设立的职位）；他对德国医学教育的一个主要贡献是鼓励医学生使用显微镜，并因经常鼓励学生“以显微镜方式思维”而为人所知。
菲尔绍以多项科学发现而闻名，他是第一个发现白血病的人。他最为人所知的理论是1858年发表的“Omnis cellula e cellula”（每一个细胞都来自另一个细胞），該构想最早实际是由François-Vincent Raspail提出的，然而菲尔绍使其广为人知，該理论与他的细胞病理学（病理过程中，是某些细胞而非整个器官发生了病变）息息相关。菲尔绍另一著名发现是他对于肺动脉血栓栓塞的形成机制，因而提出了栓塞这一术语；他发现肺动脉中的血凝块是由来自静脉的血栓发展而来，并描述道：「软化的血栓末端脱落下大小不一的小碎片，被血流带至远端的血管，这引起了常见的病理过程，我把这一过程命名为栓塞」。菲尔绍还提出了与該研究密切相关的“血栓形成三要素”菲尔绍三要素。菲尔绍建立了细胞病理学、比较病理学（对比人与动物的疾病）以及人类学；他创造性的工作上承乔瓦尼·莫尔加尼（其器官病理学曾为菲尔绍所研习）下启Ehrlich（菲尔绍开拓微观病理学时 Ehrlich 正在夏里特医院学习）。

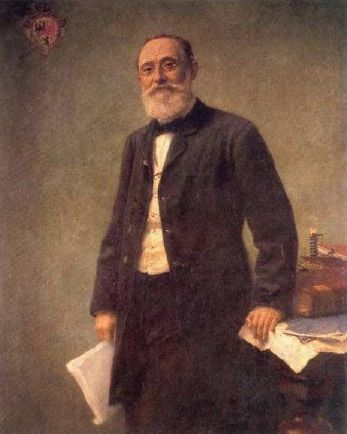
Rudolph Virchow, by Hugo Vogel

1869年，菲尔绍成立了「人类学、人种学及史前史学会」（Gesellschaft für Anthropologie, Ethnologie und Urgeschichte），該学会在当时对于德国考古研究的联合与推动有着很大的影响。
1892年他被授予科普利奖章（由英国皇家学会颁发）。
他同时还是一名多产的作家，他的著作包括：
- “Mittelheilungen über die Typhus-Epidemie”(1848)
- “Die Cellularpathologie, (1858), English translation”(1860)
- “Handbuch der speciellen Pathologie und Therapie”(1854-62)
- “Vorlesungen über Pathologie”(1862-72)
- “Die krankhaften Geschwülste” (1863-67)
- “Gegen den Antisemitismus” (1880)

他还发展了一套标准的剖检程序并以他的名字命名，至今仍是剖检程序的两种主要方法之一。
菲尔绍被尊为「细胞病理学之父」，其实证、科学的研究方式为现代医学认识疾病的发生、发展机制提供了有力的工具，对整个医学的发展有重大贡献。但是，其片面强调局部细胞病变而忽视了机体作为一个整体的反应（神经、内分泌、免疫），对医学的发展带来了某些不利影响。
菲尔绍晚年在学术上日渐保守，曾反对塞麦尔维斯所提倡的手术消毒法。

## 政治生涯
菲尔绍同时是一名致力于提升柏林公共卫生的政治家（历任柏林市议会议员，1861年起任普鲁士议会议员，1880-1893任德意志帝国议会议员），尤其是建立现代化供水及下水道工程的工作；菲尔绍还是提出「社会医学」概念的人，他注意到疾病并非单纯生物性而有其社会性。作为自由主义的德国进步党的发起人与成员，菲尔绍是当时反对俾斯麦的重要政治家。
菲尔绍在反教权反罗马天主教会的「文化鬥爭」运动中则与俾斯麦持同一立场。  菲尔绍宣称：反教权法案是“为了人性所进行的一场伟大斗争”。 菲尔绍是在就五月法案的讨论中，首次使用了文化抗争这一词语。 
菲尔绍在共济会人士中广受尊崇，而按某种说法他可能确实是共济会一员，虽然没有任何官方记录能证明这一点。
医学人类学学会每年都會颁发一个以菲尔绍之名命名的奖，即菲尔绍奖。